# 哈囉哈囉
哈囉哈囉是一種把甜豆、果凍等東西一同摻在沾著煉奶的碎冰裡食用的菲律賓甜點。在他加祿語裡哈囉哈囉有「把東西混合在一起」的意思。

## 起源
此甜點的起源不明確，有人說是在二次大戰前有個來自日本的移民在菲律賓販售混合著甜豆、牛奶的刨冰，該點心受到當地人民的歡迎後；菲律賓人也開始如法炮製並添加水果等配料方面的改良。

## 方法
製作哈囉哈囉的方式是將碎冰放進容器裡淋上煉奶或椰奶後；灑上像是紅豆、鷹嘴豆、椰肉、水果切片、果凍等各式五花八門的甜零嘴，而在最後成品上加上一球冰淇淋也是常見的方法。